# Кондратович, Владислав
Влади́слав Кондрато́вич (пол. Władysław Kondratowicz, лит. Vladislav Kondratovič, Vladislavas Kondratovičius; род. 25 февраля 1972, Нямежис) — литовский чиновник и политик польского происхождения, министр внутренних дел Литвы с 2024 года.
Окончил факультет менеджмента Вильнюсского технического университета Гедимина (2002). Вплоть до 2007 г. занимался бизнесом, среди прочего в 1998—1999 гг. президент компании Virtuvės pasaulis (с лит. — «Мир кухонь»), в 1999—2001 гг. президент компании VOKE-III (мебель для кухонь и ванных на заказ), в 2001—2006 гг. директор по логистике польско-литовской компании East Trading Company (кухонное оборудование), в 2006—2007 гг. президент спортивно-туристической компании Optimalietis.
В 2007 году возглавил отдел инвестиций администрации Вильнюсского районного самоуправления, одновременно вступил в партию польского меньшинства Избирательная акция поляков Литвы. На парламентских выборах 2008 года баллотировался по партийному списку, но партия не преодолела пятипроцентный барьер. На муниципальных выборах 2011 года был избран в совет Вильнюсского районного самоуправления, но отказался от мандата, заняв вместо этого должность заместителя директора районной администрации. В 2013—2014 гг. заместитель министра транспорта и связи, затем продолжил работу в министерстве на других должностях, в 2019—2020 гг. вновь заместитель министра. В 2023—2024 гг. директор Вильнюсской районной администрации.
В декабре 2024 года занял пост министра внутренних дел в правительстве Гинтаутаса Палуцкаса, в своём первом интервью заявив о себе как о политике умеренных взглядов.